# التخبط
التخبط (2012) هي مسرحية كتبتها سوزي ميلر من إنتاج شركة باركينج جيكو ثياتر.

## التطوير
أجرت ميلر والمخرج جون شيدي مقابلات مع أكثر من 500 مراهق غربي أسترالي لتطوير المسرحية، وسألوا عن حياتهم اليومية واستخلصوا الكثير من قصص المسرحية.

## الحبكة
تركز حبكة المسرحية على خمسة مراهقين وعلاقاتهم عبر الإنترنت وفي الواقع خارج الإنترنت، وهي عبارة عن مجموعة من القصص القصيرة برسالة مشتركة أكثر من قصة واحدة كاملة، لذلك فالقصة لا تتبع سردا متتاليا للاحداث.

## العروض

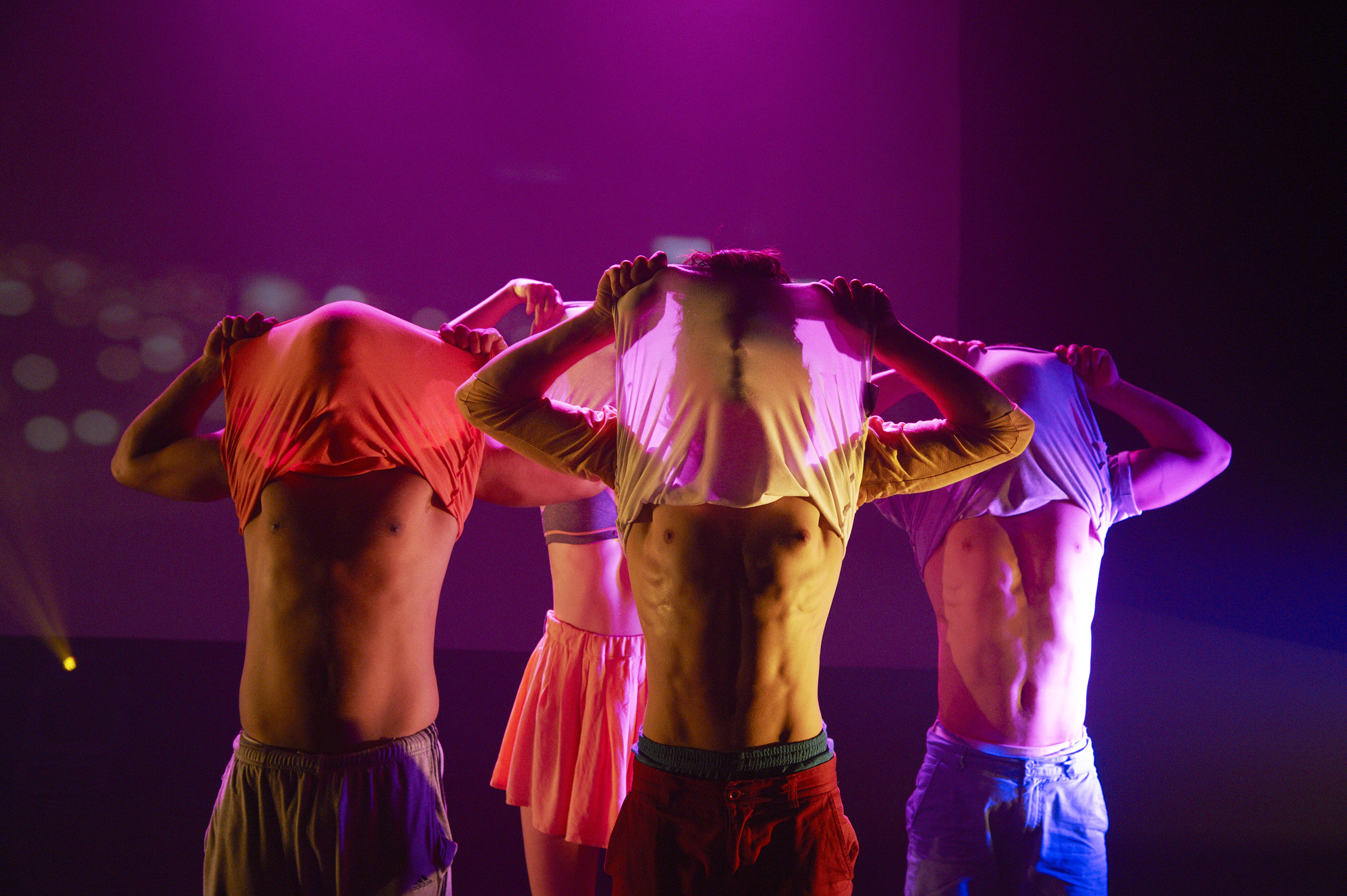
بروفة اللباس ، فبراير 2012.

تحت إشراف جون شيدي، تم تقديم العرض لأول مرة كجزء من مهرجان بيرث الدولي للفنون لعام 2012. عرضه لاحقًا في مركز المسرح الحكومي في أستراليا الغربية في استوديو تحت الأرض.

### فريق التمثيل والإنتاج

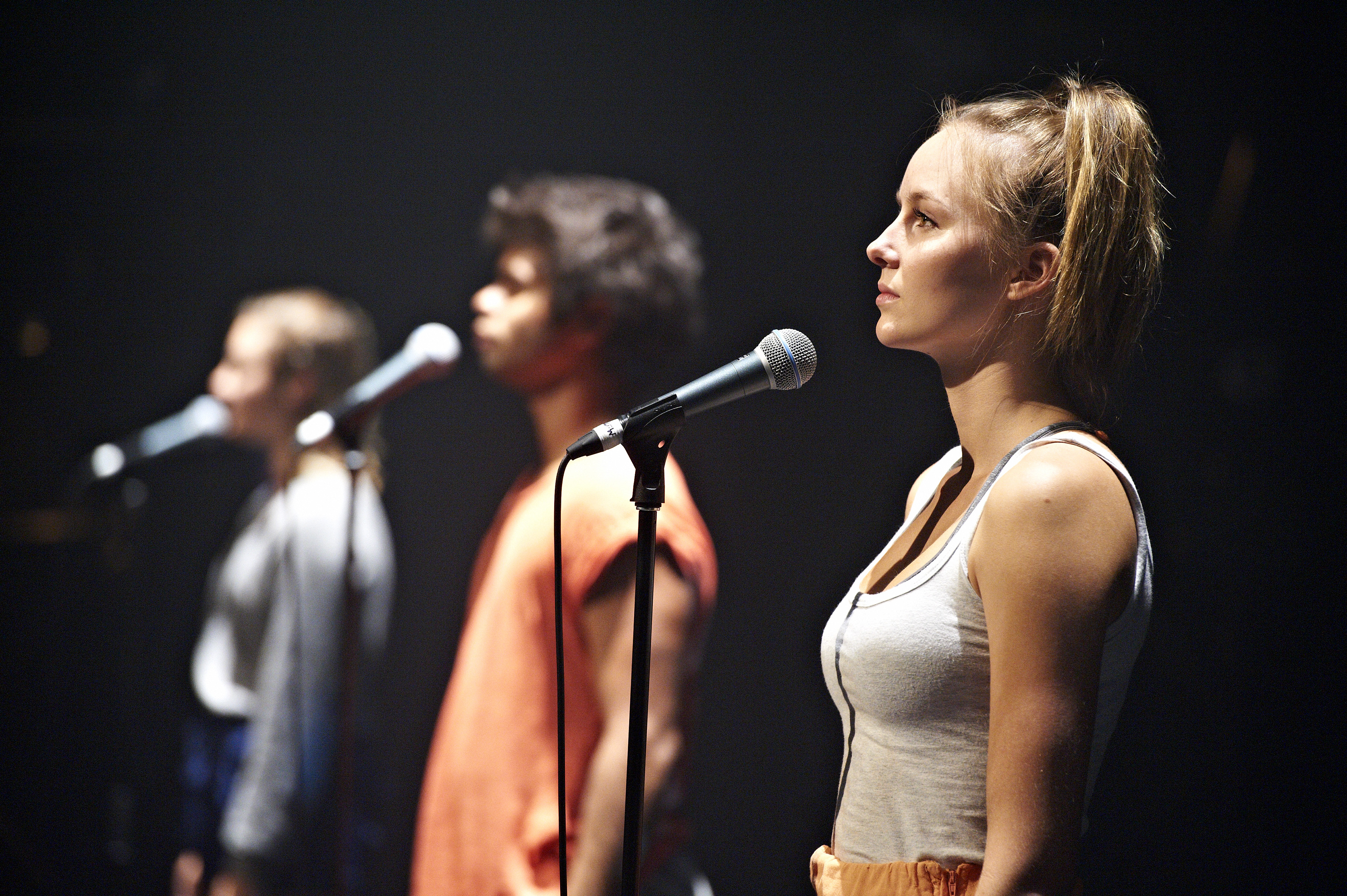
ثاليا ليفينجستون ومايكل سميث وريكي بريمنر

- فريق العمل:
  - مايكل سميث
  - هاريسون إليوت
  - ماثيو تابر
  - ريكي بريمنر
  - تاليا ليفينجستون
- مصممة الرقصات: دانييل ميشيتش
- مدير الإنتاج: جينا بوسطن
- مدير المسرح: كريس إيزاك
- مصمم الإضاءة: مات مارشال
- مصمم الصوت: كينجسلي ريف
- الفنان الرقمي: Sohan Hayes
- الفنان الرقمي المساعد: جلين آدامز
- مصمم الأزياء: أليسيا كليمنتس
- المدرب الصوتي: لوزيتا فيريداي